# Nesomomus
Nesomomus is een kevergeslacht uit de familie van de boktorren (Cerambycidae). De wetenschappelijke naam van het geslacht werd voor het eerst geldig gepubliceerd in 1864 door Pascoe.

## Soorten
Nesomomus omvat de volgende soorten:
- Nesomomus fasciculosus Breuning, 1956
- Nesomomus servus Pascoe, 1864